# أوساس ايدهن
أوساس ايدهن (بالإنجليزية: Osas Idehen)‏ (13 مايو 1990 في نيجيريا - ) هو لاعب كرة قدم نيجيري في مركز الهجوم. شارك مع منتخب نيجيريا لكرة القدم. أما مع النوادي، فقد لعب مع أكوا يونايتد وصن شاين ستارز ونادي إنييمبا إنترناشونال وHaiphong FC ‏ وأبيا واريورز.

## روابط خارجية
- أوساس ايدهن على موقع قاعدة بيانات كرة القدم.إي يو (الإنجليزية)
- أوساس ايدهن على موقع ناشيونال فوتبول تيمز (الإنجليزية)